# FCファマリカン
FCファマリカン（Futebol Clube de Famalicão）は、ポルトガル・ノルテ地方ヴィラ・ノヴァ・デ・ファマリカンに本拠地を置くサッカークラブ。1931年8月21日に設立され、トップチームは、ポルトガル1部リーグのプリメイラ・リーガに所属している。

## 概要
1952年より、収容人数5,307人のエスタディオ・ムニシパル22・デ・ジューニョにてホームゲームを開催している。クラブが最も成功を収めたのは、1990年代である。1990年から1994年にかけてプリメイラ・リーガに4シーズン連続して在籍し、現在では通算7シーズンをプリメイラ・リーガで過ごしている。また、このクラブはクアントゥム・パシフィック・グループという、主にアジアや北米を中心に展開する大規模投資会社の代表者イダン・オフェルが全権保有しており、オフェルはスペイン・アトレティコ・マドリードの保有権30%も保持している。

## 歴史
FCファマリカンは、1931年8月21日に6人のサッカー愛好家によって設立された。クラブ初の試合は1932年にFCポルトを招待して行われたファマリカン最初のホームスタジアム、カンポ・デ・ベルベリアのこけら落としだった。クラブ最初期のユニフォームは緑と白が基調のスタイルだったが、この試合でポルトのユニフォームカラーに影響され、後に青と白に変更された。1932-33シーズンから地域リーグに参加し始め、1945-46シーズンにはハンガリー人監督ヤノス・シャボに率いられ、タッサ・デ・ポルトガルの準決勝にまで進出した。しかし、準決勝でスポルティングCPと対戦し、0-11で大敗した。
1990年代までにファマリカンは計6シーズン (1946-47シーズン,1978-79シーズンそして1990-91からの4シーズン) をプリメイラ・リーガで過ごした。2000年代を迎えるとクラブは低迷し、一時は地域リーグにまで足を踏み入れた。2008-09シーズンには、ブラガ地域のクラブが参加する5部リーグにまで降格するが、それ以降は次第に回復し、2015年5月、テルセイラ・リーガ (3部)優勝を果たして実に19年ぶりのリーガプロ復帰を決めた。
2018-19シーズン開幕前、大手投資会社クアントゥム・パシフィック・グループの代表イダン・オフェルが後に100パーセントを保有することになるが、開幕前にファマリカンの保有権50パーセントを購入した。2019年4月28日、オフェルの豊富な資金に支えられ、ファマリカンはプリメイラ昇格プレーオフを制して、1994年以来となるプリメイラ・リーガ復帰を果たした。2019-20シーズン、開幕から好調を維持し、10月時点ではリーグ首位に立っていた。その後は11月終わりからのリーグ戦3連敗を喫して失速するも、最終的には20年ぶりのプリメイラ・リーガを5位という好成績で締めくくった。

## タイトル

### 国内タイトル
- リーガプロ : 2回
  - 1977-78, 1987-88

### 国際タイトル
- なし

## 過去の成績
| シーズン | ディビジョン       | ディビジョン | ディビジョン | ディビジョン | ディビジョン | ディビジョン | ディビジョン | ディビジョン | ディビジョン | カップ     | リーグカップ         |
| シーズン | リーグ             | 順位         | 試           | 勝           | 分           | 敗           | 得           | 失           | 点           | カップ     | リーグカップ         |
| -------- | ------------------ | ------------ | ------------ | ------------ | ------------ | ------------ | ------------ | ------------ | ------------ | ---------- | -------------------- |
| 2015-16  | リーガプロ         | 6位          | 46           | 18           | 18           | 10           | 64           | 51           | 64           | 3回戦敗退  | 3回戦敗退            |
| 2016-17  | リーガプロ         | 17位         | 42           | 14           | 11           | 17           | 47           | 50           | 53           | 3回戦敗退  | 1回戦敗退            |
| 2017-18  | リーガプロ         | 12位         | 38           | 13           | 9            | 16           | 46           | 49           | 48           | 4回戦敗退  | 1回戦敗退            |
| 2018-19  | リーガプロ         | 2位          | 34           | 21           | 6            | 7            | 57           | 34           | 69           | 2回戦敗退  | 1回戦敗退            |
| 2019-20  | プリメイラ・リーガ | 12位         | 34           | 14           | 12           | 8            | 53           | 51           | 54           | ベスト4    | 2回戦敗退            |
| 2020-21  | プリメイラ・リーガ | 9位          | 34           | 10           | 10           | 14           | 40           | 48           | 40           | 4回戦敗退  |                      |
| 2021-22  | プリメイラ・リーガ | 8位          | 34           | 9            | 12           | 13           | 45           | 51           | 39           | ベスト16   | グループステージ敗退 |
| 2022-23  | プリメイラ・リーガ | 8位          | 34           | 13           | 5            | 16           | 39           | 47           | 44           | 準決勝敗退 | グループステージ敗退 |
| 2023-24  | プリメイラ・リーガ | 8位          | 34           | 10           | 12           | 12           | 37           | 41           | 42           | 4回戦敗退  | 1回戦敗退            |
| 2024-25  | プリメイラ・リーガ |              | 34           |              |              |              |              |              |              | 4回戦敗退  |                      |

## 現所属メンバー
2025年3月14日現在
注：選手の国籍表記はFIFAの定めた代表資格ルールに基づく。
| No. | Pos. |            | 選手名                   |
| --- | ---- | ---------- | ------------------------ |
| 1   | GK   | ロシア     | イヴァン・ズロビン       |
| 2   | DF   | ブラジル   | カレガリ                 |
| 3   | DF   | エクアドル | レオ・レアルペ           |
| 4   | DF   | アルバニア | エネア・ミハイ ()        |
| 5   | DF   | ポルトガル | ラファ・ソアレス         |
| 6   | MF   | オランダ   | トム・ファン・デ・ローイ |
| 7   | FW   | ブラジル   | ソリッソ                 |
| 8   | MF   | セルビア   | ミルコ・トピッチ ()      |
| 10  | FW   | ポルトガル | ロシーニャ               |
| 11  | FW   | スペイン   | オスカル・アランダ       |
| 12  | FW   | フランス   | シモン・エリソール ()    |
| 13  | DF   | アンゴラ   | ペドロ・ボンド           |
| 14  | MF   | フランス   | マティアス・デ・アモリム |

| No. | Pos. |                 | 選手名                   |
| --- | ---- | --------------- | ------------------------ |
| 15  | MF   | ジョージア (国) | オタール・ママゲイシビリ |
| 16  | DF   | オランダ        | ジャスティン・デ・ハース |
| 17  | DF   | ポルトガル      | ロドリゴ・ピニェイロ     |
| 18  | MF   | フィンランド    | オッツォ・リーマッタ     |
| 20  | MF   | ポルトガル      | グスタヴォ・サ           |
| 21  | FW   | モロッコ        | ヤシル・ザビリ           |
| 22  | GK   | ブラジル        | ガブリエウ・カブラル     |
| 23  | FW   | ポルトガル      | ジル・ディアス           |
| 25  | GK   | モンテネグロ    | ラザール・カレヴィッチ   |
| 29  | FW   | チェコ          | ヴァーツラフ・セイク     |
| 55  | DF   | セネガル        | イブラヒマ・バ           |
| 88  | MF   | ポルトガル      | サムエル・ロバト         |
| 90  | GK   | ポルトガル      | ウーゴ・クーニャ         |

### レンタル選手
in
注：選手の国籍表記はFIFAの定めた代表資格ルールに基づく。
| No. | Pos. |            | 選手名                            |
| --- | ---- | ---------- | --------------------------------- |
| 2   | DF   | ブラジル   | カレガリ (フルミネンセ)           |
| 3   | DF   | エクアドル | レオ・レアルペ (RBブラガンチーノ) |

| No. | Pos. |        | 選手名                                  |
| --- | ---- | ------ | --------------------------------------- |
| 29  | FW   | チェコ | ヴァーツラフ・セイク (スパルタ・プラハ) |

out
注：選手の国籍表記はFIFAの定めた代表資格ルールに基づく。
| No. | Pos. |            | 選手名                                        |
| --- | ---- | ---------- | --------------------------------------------- |
| --  | DF   | ブラジル   | リッチェリ (青島西海岸)                       |
| --  | FW   | ポルトガル | アルフォンソ・ロドリゲス (パソス・フェレイラ) |

| No. | Pos. |            | 選手名                                        |
| --- | ---- | ---------- | --------------------------------------------- |
| --  | DF   | スペイン   | ダニ・モレル (モレイレンセ)                   |
| --  | DF   | ポルトガル | ディエゴ・フィリペ・コスタ (ライオン・シティ) |

## 歴代監督
- ダニエル・ラモス（英語版） 2014-2016
- ウリセス・モライス（英語版） 2016
- ナンジーニョ（英語版） 2016-2017
- ディト（英語版） 2017-2018
- ヴァスコ・セアブラ（英語版） 2018
- セルヒオ・ヴィエイラ（英語版） 2018-2019
- カルロス・ピント（英語版） 2019
- ジョアン・ペドロ・ソウザ（英語版） 2019-2021
- イヴォ・ヴィエイラ（英語版） 2021
- ルイ・ペドロ・シウヴァ（英語版） 2021-2022
- ジョアン・ペドロ・ソウザ（英語版） 2022-2024
- アルマンド・エヴァンジェリスタ（英語版） 2024
- ウーゴ・オリヴェイラ 2024-

## 歴代所属選手
- フェルナンド・コウト 1988-1989
- カルロス・セクレタリオ 1991-1992
- ウロシュ・ラチッチ 2019-2020
- ニコラス・スキアッパカッセ 2019-2021
- アレクサンドレ・ゲデス 2021